# 마름모십이면체
마름모십이면체는 카탈랑의 다면체의 일종으로, 열두 개의 마름모를 이용하여 만들어진 다면체이다. 마름모 마름모의 예각의 경우 한 꼭지점에 4개, 둔각의 경우 한 꼭지점에 3개씩, 예각은 예각끼리, 둔각은 둔각끼리 모인다. 꼭짓점은 14개이고, 모서리는 24개이며, 면은 12개이다. 쌍대는 육팔면체로, 이면각은 120º이다.

## 공식
한 모서리의 길이가 {\displaystyle a}인 마름모십이면체의 겉넓이 {\displaystyle A}와 부피 {\displaystyle V}는 다음과 같다.
{\displaystyle A=8{\sqrt {2}}~a^{2}}
{\displaystyle V={\frac {16{\sqrt {3}}}{9}}~a^{3}}

## 다른 도형들과의 관계
쌍대다면체는 육팔면체이다. 마름모의 둔각 3개가 모인 꼭짓점 8개를 이으면 정육면체가 되고, 마름모의 예각 4개가 모인 꼭짓점 6개를 이으면 정팔면체가 된다. 이 방법으로 만든 정육면체와 정팔면체를 겹치면 서로의 모서리 중앙 부분이 완전히 겹치는 복합체가 된다.
정팔포체의 한 꼭짓점을 중심으로 한 3차원 투영 모습의 겉 부분 모습이다.
정이십사포체의 3차원 단면 중 하나이다. 또한 정이십사포체와 가장 가까운 3차원 도형이다.
단독으로 3차원 유클리드 공간을 채울 수 있는 도형이다.

## 같이 보기
- 십이면체
- 마름모삼십면체
- 정이십사포체